# Joe Tippmann
Joe Tippmann (Fort Wayne, Indiana; 24 de marzo de 2001) es un jugador profesional estadounidense de fútbol americano, se desempeña en la posición de center en New York Jets, en la National Football League (NFL).

## Carrera
Hizo su debut profesional con el equipo New York Jets, lleva jugando una temporada, comenzó en el 2023.